# 144
144（一百四十四）是143与145之间的自然数。

## 数学性质
- 合數，正因數有1、2、3、4、6、8、9、12、16、18、24、36、48、72和144。
質因數分解為{\displaystyle 2^{4}\times 3^{2}}。
- 第33個過剩數，真因數和為259，盈度為115。前一個為140、下一個為150。
  - 第34個半完全數，和為本身的其中一組因數為2、 3、 4、 8、 9、 12、 16、 18、 24、 48。前一個為140、下一個為150。
- 第12個平方數，為12的平方。前一個為121、下一個為169。
- 第12個斐波那契數。前一個為89、下一個為233。
  - 斐波那契数中最大的平方数（斐波那契数中，僅有3個平方數：0、1、144）。[1]
- 第47個十进制的哈沙德數。前一個為140、下一個為150。
- 第79個十进制的奢侈數。前一個為143、下一個為148。
- 144的五次方可以分解成四個比它小的數的五次方之和。即
{\displaystyle 144^{5}=27^{5}+84^{5}+110^{5}+133^{5}}
它是能被此法分解的最小的數。這個結果在1966年由L.J. Lander和T.R. Parkin發現，同時亦反證了欧拉猜想。

## 其他
- 麻將含花牌總共有144張。
- 籮為數字144（12打）的另一種表示法，也是一種單位，通常用於十二進位。
- 圖-144，世界上首款超音速客機， 苏联圖波列夫公司生產